# Rudolf Böhmler
Rudolf Böhmler (* 3. Januar 1946 in Schwäbisch Gmünd) ist ein deutscher Jurist. Seit März 2015 ist er Vorsitzender des Aufsichtsrates der DRF Luftrettung. Von 2007 bis 2015 war er Mitglied im Vorstand der Deutschen Bundesbank. Zuvor war er Staatssekretär und Chef der Staatskanzlei des Landes Baden-Württemberg.

## Leben
Nach der Ausbildung für den baden-württembergischen Gehobenen Verwaltungsdienst und beruflicher Tätigkeit in einer Kommune legte er 1971 das Begabtenabitur ab und studierte – gefördert von der Studienstiftung des deutschen Volkes – von 1971 bis 1974 an der Universität Tübingen Rechtswissenschaften. Dort wurde er Mitglied der katholischen Studentenverbindung KStV Alamannia (KV). Die juristischen Staatsprüfungen legte er 1974 und 1977 ab.
Seine berufliche Laufbahn im Höheren Dienst der Landesverwaltung Baden-Württemberg begann Böhmler 1977 beim Landratsamt in Göppingen. Nach seiner Zeit beim Ministerium für Wissenschaft und Kunst von Baden-Württemberg als Referent für internationale Zusammenarbeit war er Persönlicher Referent von Staatssekretär Paul Harro Piazolo im Bundesministerium für Bildung und Wissenschaft. Danach kam er 1983 erstmals ins Staatsministerium von Baden-Württemberg und durchlief dort mehrere Stationen. Am 1. Juni 1991 wurde er zum Leiter der Abteilung „Europapolitik und internationale Angelegenheiten sowie Protokoll“ bestellt.
Zum 1. November 1995 wechselte Böhmler als Amtschef ins baden-württembergische Ministerium für Wissenschaft, Forschung und Kunst. In diesem Amt folgte ihm Wolfgang Fröhlich nach. Am 1. September 2000 wurde Böhmler Chef der Staatskanzlei im baden-württembergischen Staatsministerium. Am 13. Juni 2001 wurde ihm die Amtsbezeichnung Staatssekretär verliehen. Als Landesbeauftragter für Bürokratieabbau, Deregulierung und Aufgabenabbau (Ombudsmann) übernahm er im Sommer 2004 weitere Aufgaben. Zudem war er Kirchenbeauftragter der baden-württembergischen Landesregierung.
Mit Wirkung vom 16. Juli 2007 wurde Böhmler durch den Bundespräsidenten zum Mitglied des Vorstands der Deutschen Bundesbank bestellt. Er trat die Nachfolge von Edgar Meister an und übernahm zunächst die Bereiche Verwaltung und Bau sowie die Revision. Ab Mai 2009 zeichnete er zudem für das Personalwesen und das Ausbildungszentrum (darunter die Hochschule der Deutschen Bundesbank) verantwortlich. Mit diesen Kompetenzen ausgestattet, erwarb er sich zwischenzeitlich den Ruf eines „Innenministers“ der Bundesbank. Im Mai 2010 erhielt Böhmler zusätzlich die Verantwortung für die Bereiche Controlling, Rechnungswesen und Organisation übertragen. Im Juli 2012 wurde er als erster Kandidat für eine zweite Amtszeit im Vorstand der Deutschen Bundesbank wiederbestellt, nachdem ihm zuvor von Seiten der Bundesbank, Politik und Medien eine gute Arbeit bescheinigt worden war. Auf persönlichen Wunsch billigte der Vorstand der Deutschen Bundesbank Böhmlers vorzeitiges Ausscheiden aus dem Amt zum Ende des Jahres 2014.
Am 26. März 2015 übernahm er den Vorsitz im Aufsichtsrat der DRF Stiftung Luftrettung gemeinnützige AG. Seit Oktober 2015 ist er auch Präsident des Fördervereins DRF e.V. mit bundesweit rund 380.000 Förderern. 
Von 2018 bis 2022 war Böhmler Mitglied des Normenkontrollrats Baden-Württemberg.
Ehrenamtlich war er unter anderem von 2000 bis 2019 als Vorsitzender des Vorstands des James F. Byrnes-Instituts/Deutsch-Amerikanisches Zentrum in Stuttgart engagiert; darüber hinaus engagiert er sich in seiner Heimatstadt Schwäbisch Gmünd kulturell.
Rudolf Böhmler ist verheiratet und hat mit seiner Ehefrau Renate zwei Söhne.

## Auszeichnungen
- 2000: Bundesverdienstkreuz am Bande
- 2010: Ehrendoktorwürde der Pädagogischen Hochschule Schwäbisch Gmünd[10]
- 2017: Bundesverdienstkreuz Erster Klasse
- 2021: Verdienstorden des Landes Baden-Württemberg[11]

## Schriften
- Bildungspolitik als Standortfaktor im Zeichen der Globalisierung. Hrsg. Kartellverband Katholischer Deutscher Studentenvereine. Marl 2002, ISBN 3-927545-63-5.